# Ipirá
Ipirá este un oraș în statul Bahia (BA) din Brazilia.